# Campeonato Brasileiro Série D
Het Campeonato Brasileiro Série D is de vierde en laagste nationale voetbaldivisie in Brazilië, na de Série A, Série B en de Série C. De divisie is opgericht in 2008 en werd in 2009 voor het eerst gehouden. Het neemt in grote lijn het systeem over dat tot en met 2008 in de Série C werd gebruikt.

## Competitieopzet

### 2009-2015
De 40 clubs die deelnemen aan de Série D van 2009 moesten zich via het staatskampioenschap kwalificeren. De beste vier staten op de coëfficiënten ranking mochten in 2009 drie clubs leveren. De nummers vijf tot en met negen leverden er twee en de rest van de staten mochten één deelnemer inschrijven. De statelijke bonden mogen deze vrij toebedelen. Teams die al in een hogere divisie spelen zijn echter uitgesloten. Vanaf 2010 werden slechts 36 plaatsen over de staten verdeeld, waarbij de beste negen staten twee tickets krijgen en de rest slechts een. De overige 4 plaatsen zijn gereserveerd voor teams die degradeerden uit de Série C.
De 40 teams werden in acht groepen van vijf verdeeld. Binnen de groep wordt een volledige competitie gespeeld en de twee beste clubs kwalificeren zich voor de volgende fase. De zestien clubs die zich wisten te plaatsen werden aan één enkele tegenstander gekoppeld en speelden in een dubbele confrontatie om een plaats in de volgende ronde. De teams die zich voor de halve finale plaatsen waren zeker van promotie.

### 2016-2021
De formule veranderde in 2016. Er werd bepaald dat het aantal clubs zou stijgen van 40 naar 48 clubs, maar enkele regionale voetbalbonden protesteerden hiertegen omdat ze geen extra deelnemer kregen en stelden zelf 58 clubs voor. Na een aantal vergaderingen met de CBF werd dan bepaald dat er 68 clubs mochten deelnemen, als volgt bepaald: 
- De vier clubs die het voorgaande jaar degradeerden uit de Série C.
- De staat met de eerste plaats op de CBF-ranking mocht vier clubs afvaardigen.
- Van plaats twee tot en met negen op de ranking mocht drie clubs afvaardigen
- De overige achttien federaties mochten twee clubs afvaardigen.

Welke clubs deelnemen aan de Série D wordt bepaald door de staten. Doorgaans wordt de staatscompetitie hiervoor gebruikt, maar er kunnen ook andere criteria voor zijn, zoals een staatsbeker.
In de eerste fase worden de 68 clubs verdeeld over zeventien groepen van vier. Er is een regionale onderverdeling zodat teams in de eerste fase niet te grote afstanden moeten afleggen. 32 clubs kwalificeren zich voor de tweede fase en worden daar ingedeeld in twee blokken; de beste zestien groepswinnaars worden ingedeeld in blok 1 en nemen het op tegen de zeventiende groepswinnaar en de vijftien beste tweedes die in blok twee ingedeeld worden. De twee slechts presterende tweedes kwalificeren zich niet voor de tweede fase. Vanaf nu wordt er via knockout-systeem gespeeld. De winnaars van de kwartfinale kwalificeren zich voor de Série C. Aangezien er geen Série E is is er geen degradatie, maar clubs moeten zich het volgende jaar opnieuw kwalificeren voor de Série D via hun staatskampioenschappen.

### 2022-????
In 2022 werd er een kleine aanpassing gedaan. Het deelnemersaantal werd teruggebracht naar 64 clubs en de 4 competities die het laagst stonden in de CBF-ranking mochten nu nog maar één team afvaardigen. De voorronde verviel dus, voor de rest bleef alles bij het oude.

## Kampioenen
- 2009  São Raimundo
- 2010  Guarany de Sobral
- 2011  Tupi
- 2012  Sampaio Corrêa
- 2013  Botafogo-PB
- 2014  Tombense
- 2015  Botafogo-SP
- 2016  Volta Redonda
- 2017  Operário Ferroviário
- 2018  Ferroviário
- 2019  Brusque
- 2020  Mirassol
- 2021  Aparecidense
- 2022  América de Natal
- 2023  Ferroviário
- 2024  Retrô Brasil

2009 · 2010 · 2011 · 2012 · 2013 · 2014 · 2015 · 2016 · 2017 · 2018 · 2019 · 2020 · 2021 · 2022 · 2023 · 2024